# Slanke knobbelhoren
De slanke knobbelhoren, ook wel 'torenslak' of 'puntslak', is een in zoet water levende kieuwslak. De geldige wetenschappelijke naam is Melanoides tuberculata.

## Beschrijving

### Schelpkenmerken
De schelp is zeer langgerekt conisch gewonden en heeft een kleine tophoek.
Schelpen van volwassen dieren hebben ongeveer 14 vrij bolle windingen. Omdat de apex zo klein begint en vrij teer is, zijn de oudste windingen vaak afgebroken. Soms gaat het om de halve hoogte van de hele schelp maar meestal is het minder. De schelp wordt dan door het dier vanaf de binnenkant met een kalkpropje gerepareerd. De sculptuur kan zwak of heel geprononceerd zijn en bestaat uit 4-8 platte spiraalribben die vaak op de bovenkant van de winding breder zijn dan op de onderkant. Soms is een van de spiraalribben meer ontwikkeld dan de overige waardoor de winding zwak gekield lijkt. Deze ribben worden gekruist door onregelmatig, S-vormige axiale ribben. Tussen de ribben is een fijne papillensculptuur aanwezig. Op de kruispunten van de spiraal- en de axiale ribben kunnen zich puntige knobbeltjes vormen. De mondopening is peervormig, afgerond aan de onderkant en puntig aan de bovenkant. De mondrand is niet verdikt. De grootte van de mondopening is iets meer dan de hoogte van de laatste winding.
De kleur is groen-bruin tot beige-bruin met roodbruine streepjes parallel aan de axiale ribben. Deze roodbruine streepjes kunnen in losse vlekjes uiteenvallen.
Er is een hoornachtig, paucispiraal operculum. De nucleus is sterk naar de basis verschoven.

### Afmetingen van de schelp
- Hoogte: tot ongeveer 30 millimeter.
- Breedte: tot ongeveer 9,5 millimeter.

Uitzonderlijke lengtes tot 80 millimeter zijn waargenomen.

### Voortplanting
De dieren zijn van gescheiden geslacht en kunnen zich zowel seksueel als door middel van parthenogenese voortplanten. Eén centimeter lange exemplaren kunnen al tot voortplanting overgaan. De soort is levendbarend. Eieren worden gelegd in een broedzak die in de kop van het moederdier zit. Het aantal jongen in de broedzak schijnt afhankelijk te zijn van de grootte van het ouder-dier en varieert van 1 tot 70. Schelpen van jonge slakjes die net het moeder-dier verlaten zijn tussen 1,5 en 2 mm lang en bestaan dan uit een grote protoconch en de eerste twee windingen. Er zijn ook waarnemingen van een ronde broedzak van ongeveer 1,5–2 mm doorsnee, bekleed met zand en vastgehecht aan de buitenkant van de schelp. Hier bevatte de broedzak 3 tot 5 jongen.
De dieren kunnen enkele jaren oud worden. Overwintering geschiedt weggekropen in de modder.

### Habitat en levenswijze
De slanke knobbelhoren is een microalgen en detritus eter en leeft vooral in langzaam stromend water tot ongeveer 1,5 meter diepte. De dieren verkiezen zachte modder tot modderige zandbodems. Er zijn ook waarnemingen van deze soort uit 4 meter diepe kleine meren waar de dieren vooral op rotsbodem kropen. De soort leeft verder in estuariums en in mangrove vegetaties. In dergelijke biotopen kunnen zoutgehalten tot 30‰ worden verdragen (totaal zoutgehalte). De soort kan in enorme dichtheden voorkomen: uit een estuariene omgeving zijn 37.500 individuen per vierkante meter gemeld. De soort is goed bestand tegen lage zuurstofgehaltes van het water.
De dieren zijn vooral 's nachts actief. Overdag kruipen ze (actief) in en door de modder of kruipen weg onder begroeiing of stenen.
De slanke knobbelhoren kan alleen leven bij een temperatuur hoger dan 15 °C.

### Tussengastheer
Deze slakkensoort kan parasieten van vogels overdragen en via kreeftachtigen als tussengast de longworm overbrengen op zoogdieren.

### Areaal
Van nature komt de slanke knobbelhoren voor in de tropen en subtropen, van Noord- en Oost-Afrika tot in Zuidoost-Azië (Van Marokko en Madagaskar naar Iran, Pakistan, India, Zuid-China en Indonesië). Door toedoen van de mens is het areaal in de 20e eeuw uitgebreid naar Europa en het zuiden van Noord-Amerika (Californië, Florida) (zie hieronder bij 'Exoot').
In Nederland is de slanke knobbelhoren gevonden in afwateringskanalen van elektriciteitscentrales. Op deze plaatsen is de watertemperatuur voldoende hoog voor de soort om zich te kunnen handhaven.

### Fossiel voorkomen
Deze soort komt fossiel niet in Europa voor. Wel is een nauw verwante soort nog in het Plioceen van onder andere Hongarije aanwezig (Melanoides curticosta)

## Relatie tot de mens

### Aquariumslak
De slanke knobbelhoren wordt vaak in zoetwateraquaria gehouden. Het is een nuttige aquariumbewoner omdat de slak leeft van algen en dood organisch materiaal (detritus) en dus niet van de aquariumplanten eet. Ook visvoer wordt echter gegeten, net als visseneitjes en ook woelt de slanke knobbelhoren de bodem van het aquarium om. Overdag zijn ze ingegraven en 's nachts zijn ze actief. Slanke knobbelhorens in aquaria zijn vrijwel allemaal vrouwelijk en planten zich ongeslachtelijk voort. De slakken zijn een goede indicator voor de waterkwaliteit. Als ze overdag actief zijn kan het zuurstofgehalte te laag of het nitrietgehalte te hoog zijn.

### Exoot
De soort wordt verspreid doordat levende dieren zich tussen verhandelde waterplanten voor aquaria bevindt. Op deze wijze is de soort over de hele wereld verspreid geraakt. Sinds 1952 komt de slanke knobbelhoren ook voor in het zoete water van de Golf van Mexico, waar ze inheemse slakken verdringt.